# 제품 차별화
제품 차별화(product differentiation)는 고객의 편의를 위해 제품이나 서비스에 큰 변화를 주는 것을 말한다. 자사 제품에 타사 제품과는 다른 특징이나 특성을 부여하여 자사 제품에 대한 구매 의욕을 자극하는 방법이다.

## 개요
제품차별화란 자기회사의 기존 또는 수정제품(修正製品)을 소구(訴求)하여 경쟁제품과의 차별을 강조하고 소비자수요를 흡수하려는 것이다. 원래 시장에 제공하는 제품에는 무언가의 차이가 인정되고, 동질적 제품은 거의 존재하지 않는다고 하여도 무방하다.
자유경쟁이 지배하는 경제사회에서는 기업이 노력하여 얻은 가성(家聲：good will)에 따라 차별적 유리성(差別的遊離性)을 추구하려는 제반 노력을 구사하고 있고, 그럼으로써 당연히 자사제품의 차별을 소구하려는 노력이 파생하게 된다.
한편, 구매자측에 있어서도 필요와 욕구에 의거하여 상호 이질적인 구매자의 선호(選好)가 나타나기도 하고, 정보에 대한 부분적 무지(無知)도 이 경향을 촉진한다. 이리하여 시장의 불완전성과 이질적 제품의 존재는 제품분화 내지 제품차별화를 필연적이게 하는 것이다.
제품차별화가 기업의 시장전략에 가장 잘 짜넣어졌을 때 기술혁신(技術革新：innovation)의 비중이 극히 피상적·비물질적인 성격을 갖는 것이고, 그 근소한 차이를 강조함으로써 기본적으로는 거의 차이없는 제품을 마치 우월성과 장점을 지니고 있는 것처럼 소비자에게 확신시키려 하고 있다. 이는 낭비로서 더 나아가 무모한 제도화라는 비난이 따르지 않을 수 없는 것이다. 마케팅에 관계하는 사람은 이것에 대하여 일반적으로 소비수요의 이질성을 들어 설명하려 한다.
즉, 제품차이가 심리적인 것이기도 하고, 소비수요 중에는 종류의 차이에 희구레벨(希求 level)을 설정하고 만족감을 맛보려 하는 한 사회경제적으로나 개별경제적으로 충분히 의의를 갖는 것이라고 말하고 있다.
제품차별화는 전형적으로는 광고를 통한 브랜드소구(brand 訴求)·포장(包裝：packaging)·네이밍(naming), 기타 판매촉진(sales promotion)을 통해 전개되지만, 이 중 제일 중요한 것은 브랜드(brand：상표)이다. 이에는 제조업자 브랜드(national brand)와 상업자브랜드(private brand)가 있고, 또 제조업자 브랜드에는 2개 이상의 제품라인에 동일의 브랜드를 붙이는 통일브랜드(family brand) 정책과, 개개의 제품에 각각 다른 브랜드를 붙이는 개별브랜드(individual brand) 정책이 있다.

## 같이 보기
- 골디락스 원리
- 크리플웨어
- 비가격경쟁
- 마케팅
- 대량 고객화
- 시장세분화
- 제품 관리
- 브랜드
- 원산지
- 프리미엄 (사업 모형)
- 포지셔닝
- 가격 차별
- 호텔링의 법칙